# Prémio Nacional das Letras Espanholas

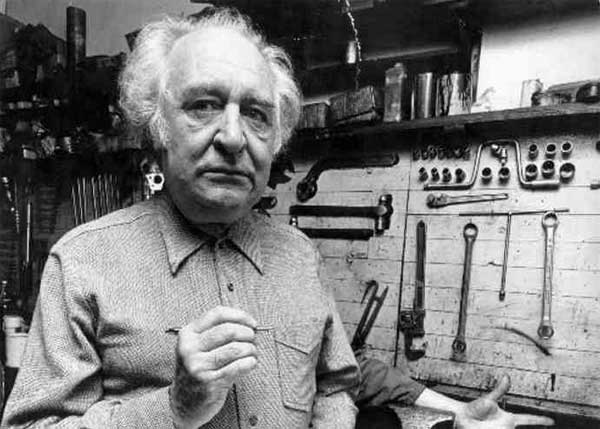
Gabriel Celaya, um dos ganhadores do prêmio

O Prémio Nacional das Letras Espanholas (em castelhano:  Premio Nacional de las Letras Españolas) é concedido pelo Ministério de Cultura de Espanha. Outorga-se em reconhecimento do conjunto da obra literária de um escritor espanhol, em qualquer das línguas espanholas. Está dotado com 40.000 euros e foi criado em 1984.

## Galardoados
- 1984 – Josep Vicenç Foix (J.V. Foix) (1893-1987) (autor em língua catalã)
- 1985 – Julho Caro Baroja (1914-1995) (autor em língua espanhola)
- 1986 – Gabriel Celaya (1911-1991) (autor em língua espanhola)
- 1987 – Rosa Chacel (1898-1994) (autor em língua espanhola)
- 1988 – Francisco Ayala (1906-2009) (autor em língua espanhola). Obteve o Prêmio Cervantes em 1991.
- 1989 – Joan Coromines (1905-1997) (autor em língua espanhola e catalã)
- 1990 – José Ferro (1922-2002) (autor em língua espanhola). Obteve o Prêmio Cervantes em 1998.
- 1991 – Miguel Delibes (1920-2010) (autor em língua espanhola). Obteve o Prêmio Cervantes em 1993.
- 1992 – José Jiménez Lozano (1930) (autor em língua espanhola). Obteve o Prêmio Cervantes em 2002.
- 1993 – Carlos Bousoño (1923-2015) (autor em língua espanhola)
- 1994 – Carmen Martín Gaite (1925-2000) (autor em língua espanhola)
- 1995 – Manuel Vázquez Montalbán (1939-2003) (autor em língua espanhola)
- 1996 – Antonio Buero Vallejo (1916-2000) (autor em língua espanhola). Obteve o Prêmio Cervantes em 1986.
- 1997 – Francisco Ombreira (1932-2007) (autor em língua espanhola). Obteve o Prêmio Cervantes em 2000.
- 1998 – Pere Gimferrer (1945) (autor em língua espanhola e catalã)
- 1999 – Francisco Brines (1932) (autor em língua espanhola)
- 2000 – Martín de Riquer (1914-2013) (autor em língua espanhola e catalã)
- 2001 – Miquel Batllori (1909-2003) (autor em língua espanhola e catalã)
- 2002 – Joan Perucho (1920-2003) (autor em língua catalã)
- 2003 – Leopoldo de Luis (1918-2005) (autor em língua espanhola)
- 2004 – Félix Grande (1937-2014) (autor em língua espanhola)
- 2005 – José Manuel Caballero Bonald (1926) (autor em língua espanhola). Obteve o Prêmio Cervantes em 2012.
- 2006 – Raúl Guerra Garrido (1935) (autor em língua espanhola)
- 2007 – Ana María Matute (1925-2014) (autora em língua espanhola). Obteve o Prêmio Cervantes em 2010.
- 2008 – Juan Goytisolo (1931-2017) (autor em língua espanhola).[1] Obteve o Prêmio Cervantes em 2014.
- 2009 – Rafael Sánchez Ferlosio (1927-2019) (autor em língua espanhola).[2] Obteve o Prêmio Cervantes em 2004.
- 2010 – Josep Maria Castellet (1926-2014) (autor em língua espanhola e catalã)[3]
- 2011 – José Luis Sampedro (1917-2013) (autor em língua espanhola)[4]
- 2012 – Francisco Rodríguez Adrados (1922) (autor em língua espanhola)[5]
- 2013 – Luis Goytisolo (1935) (autor em língua espanhola)[6]
- 2014 – Emilio Lledó (1927) (autor em língua espanhola)
- 2015 – Carme Riera (1948) (autora em língua espanhola e catalã)
- 2016 – Juan Eduardo Zúñiga (1919-2020) (autor em língua espanhola)
- 2017 - Rosa Montero (1951) (autora em língua espanhola)[7]